# Bramka płatnicza
Bramka płatnicza – usługa internetowa świadczona przez agenta rozliczeniowego, która pozwala przyjmować płatności sklepom handlu elektronicznego oraz innym podmiotom pobierającym płatności przez Internet. Bramka płatnicza może być udostępniana przez bank, ale może być dostarczana przez wyspecjalizowanego dostawcę usług finansowych jako odrębna usługa.
Bramka płatnicza zazwyczaj oferuje płatności za pomocą kart płatniczych, natychmiastowych przelewów bankowych (pay-by-link), BLIK, Apple Pay, Google Pay i innych metod płatniczych. Bramki płatnicze pobierają opłatę w postaci prowizji procentowej lub kwotowej w zależności od kwoty i liczby transakcji.